# Simpsonite
La simpsonite è un minerale.